# アッペンツェル鉄道ABDeh4/4 1-5形電車

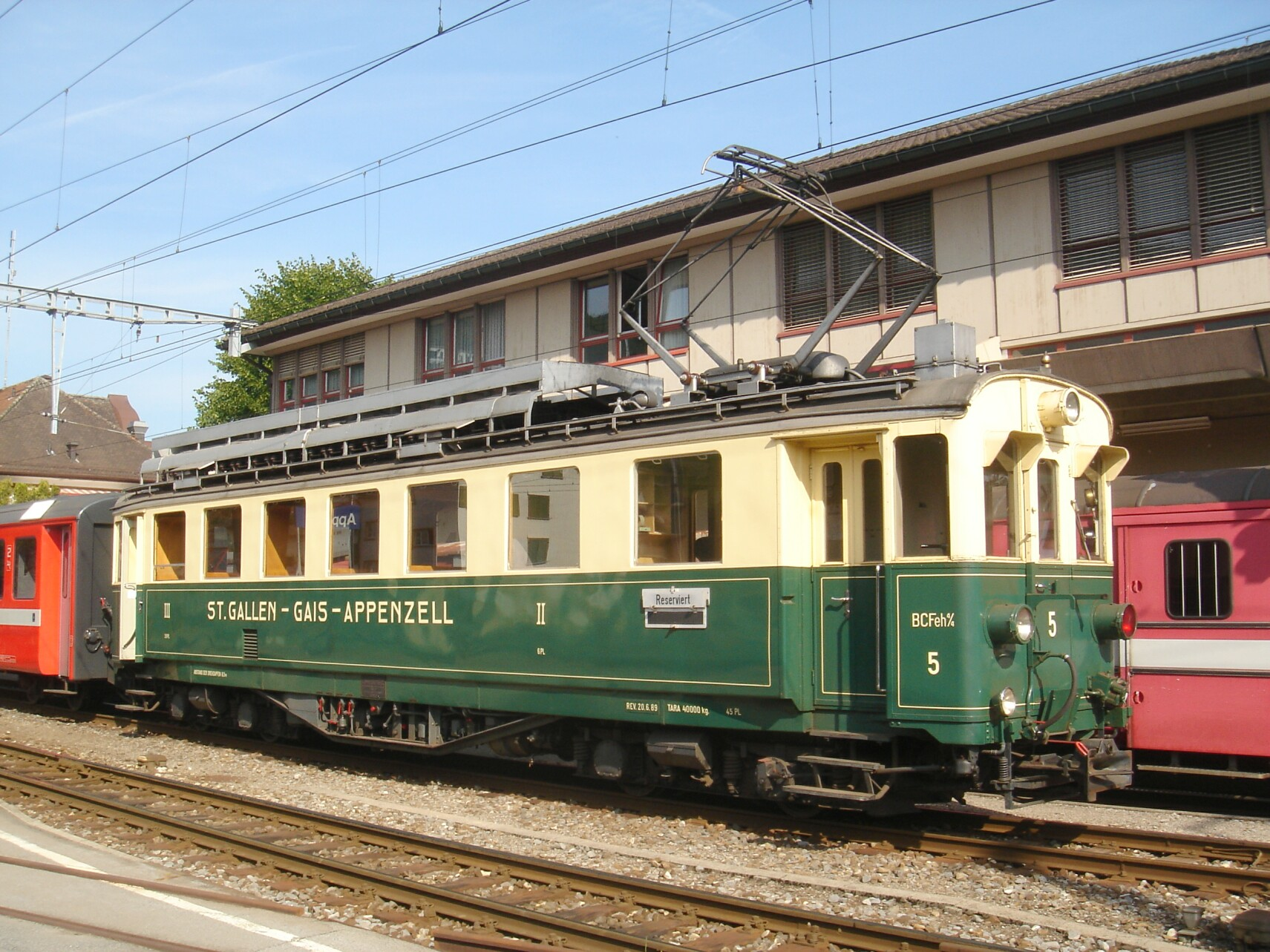
1931年当時の車体塗装で歴史的車両として動態保存されているBCFeh4/4 5（ABDeh4/4 5）号機、2006年

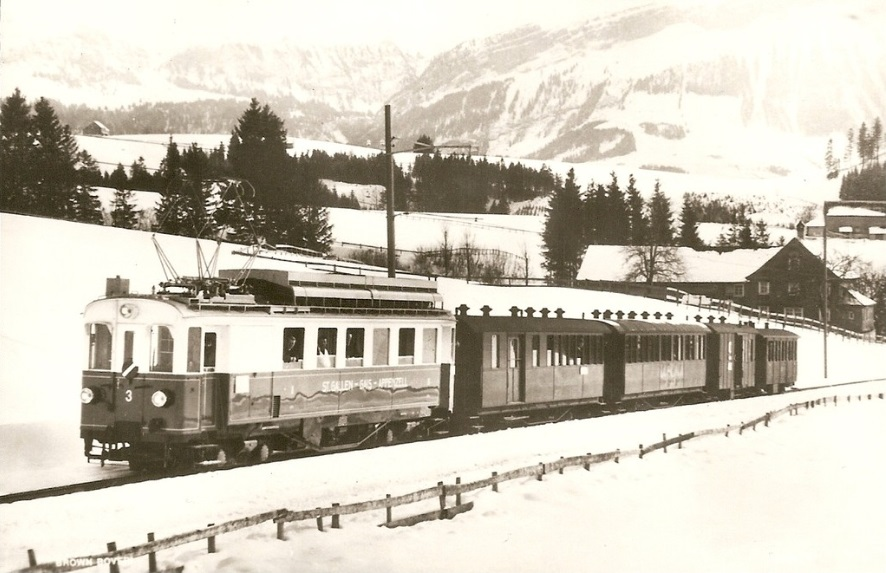
客車列車を牽引するBCFe4/4 3号機、1931年の電化後まもない頃

アッペンツェル鉄道ABDeh4/4 1-5形電車(アッペンツェルてつどうABDeh4/4 1-5がたでんしゃ)は、スイスのアッペンツェル鉄道（Appenzeller Bahnen（AB））で使用されていた1等/2等/荷物合造ラック式電車である。なお、本機はBCFeh4/4形の1-5号機として製造されたものであるが、その後1956、62年の称号改正によりABDeh4/4形1-5号機となり、現在では5号機が歴史的車両として保存されているため当初形式のBCFeh4/4形となっているものである。

## 概要
スイス北東部に1000 mm軌間と1435 mm軌間の路線を持つアッペンツェル鉄道はさまざまな会社が統合を繰り返して2006年1月1日に現在の形態になっているが、このうち、ザンクト・ガレンからガイスを経由してアッペンツェルに至る路線は、もともとアッペンツェル軌道会社が建設した路線であり、ザンクト・ガレン - ガイス間が1889年10月1日に、ガイス - アッペンツェル間が1904年7月1日に開業した、一部区間にリッゲンバッハ-クローゼ式のラックレールを敷設した路線であり、当初はHG2/3形およびHG2/4形ラック式蒸気機関車が牽引する列車で運行されていた。その後第一次世界大戦による石炭価格の高騰もあり、1931年1月23日に全線が直流1500 Vで電化され、併せて同年1月1日に社名をザンクト・ガレン-ガイス-アッペンツェル電気鉄道に変更しているが、本形式はこの電化に際して同鉄道唯一の電動車として用意されたラック区間/粘着区間兼用の電車であり、製造当初はBCFeh4/4形の1-5号機であったが、その後スイスの鉄道における1956年の客室等級の1-3等の3段階から1-2等への2段階への統合と、これに伴う称号改正により2等室が1等室に、3等室が2等室となって形式記号も"B"から"A"、"C"から"B"に変更となって形式名がABFeh4/4形となり、さらに1962年の称号改正により荷物室の形式記号が"F"から"D"に変更となったため、形式名がABDeh4/4形となっている。なお、ザンクト・ガレン-ガイス-アッペンツェル電気鉄道はその後、途中のガイスからアルトシュテッテンへ至る1000 mm軌間の路線であったアルトシュテッテン-ガイス鉄道と統合して1947年1月1日にザンクト・ガレン-ガイス-アッペンツェル-アルトシュテッテン電気鉄道となり、1988年1月1日にアッペンツェル鉄道と統合して社名がアッペンツェル鉄道となっている。
スイスにおけるラック式の電気機関車および電車は1890年代以降、ラック区間用ピニオンと粘着動輪の駆動装置に様々なシステムが採用されていたが、本形式が製造された1930年代頃には、1905年に実用化された、2軸ボギー台車に吊掛式に装荷した主電動機からピニオンおよび粘着動輪の双方に歯車で駆動力を振り分ける駆動装置を使用する方式が主力となっていた。しかし、ザンクト・ガレン-ガイス-アッペンツェル電気鉄道の路線は併用軌道もしくは街道沿いの路線が大半を占めており、最小曲線半径が30 mと小さかったため、台車の固定軸距および全長を短縮する必要があり、通常の場合固定軸距が約2500 - 3000 mmになり、主電動機と駆動装置を車軸の外側に装荷して固定軸距を2000 mm程度に短縮しても台車全長が長く転向性能に劣る前述の方式は使用することができなかった。そこで、本形式では台車には粘着動輪および動軸に滑合されたラック用ピニオンの駆動装置のみを装荷し、車体床下に装荷した主電動機からプロペラシャフトで動力を伝達する車体装架カルダン駆動方式を採用して台車の固定軸距を1850 mmとし、1時間定格出力419 kW、牽引力84.3 kNの性能を発揮して、客車列車、貨物列車の牽引を可能としたラック式鉄道用機となっており、台車および駆動装置の製造をSLM、車体の製造をSIG、主電動機、電気機器の製造をBBCが担当している。なお、各機体の機番とSLM製番、製造年、製造所は以下の通り。
- 1 - 3459 - 1931年 - SLM/SIG/BBC
- 2 - 3460 - 1931年 - SLM/SIG/BBC
- 3 - 3461 - 1931年 - SLM/SIG/BBC
- 4 - 3462 - 1931年 - SLM/SIG/BBC
- 5 - 3463 - 1931年 - SLM/SIG/BBC

## 仕様

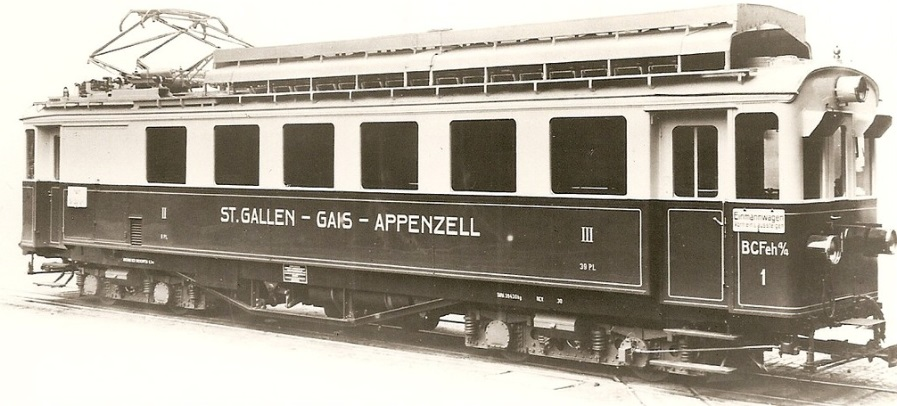
製造時のBCFeh4/4 1号機、メーカー公式写真、1930年

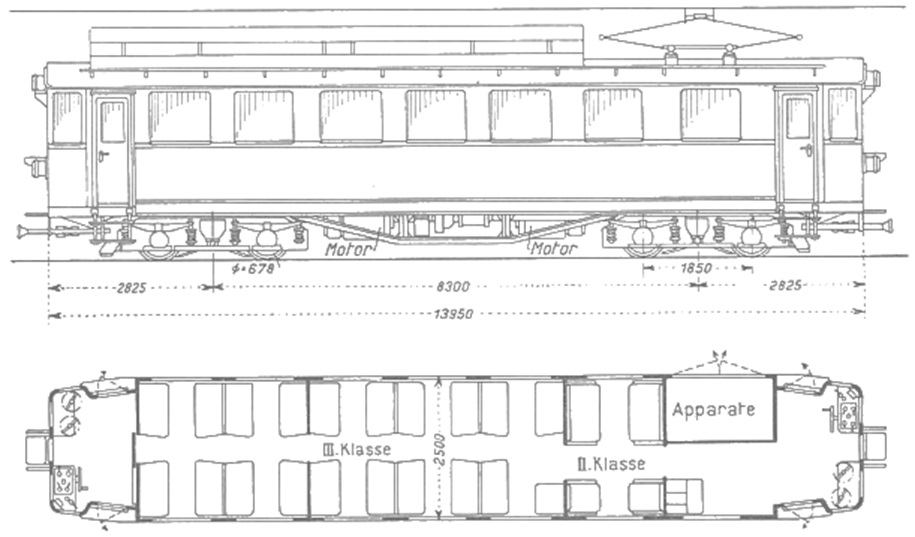
形式図

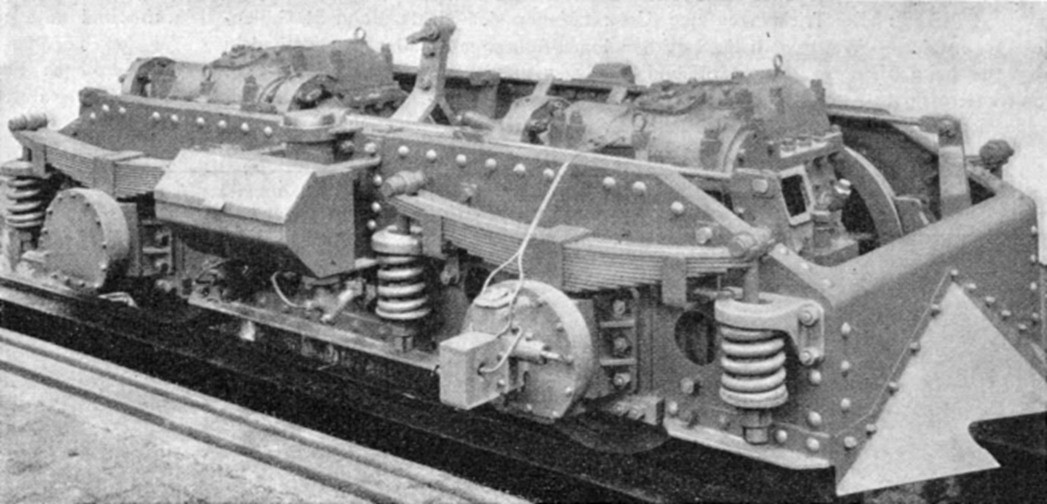
車体装架カルダン駆動方式の台車、粘着式とラック式双方の駆動装置を装備している

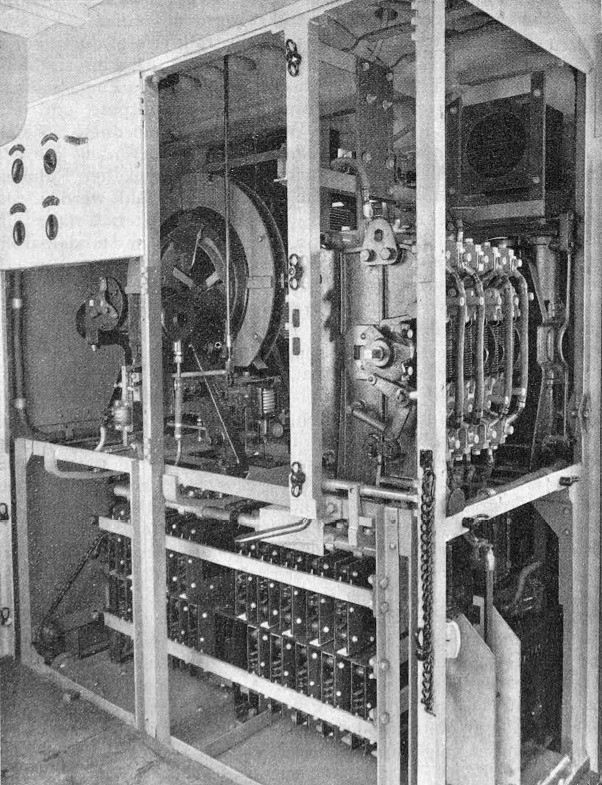
主制御機は車体内機器室に搭載されている

### 車体
- 車体は1930年代までスイスのでは標準的であった鋼材組立式の台枠上に木製の車体骨組を組み、外板を鋼板を木ねじ止めとした木鉄合造車体であるが、この構造は軽量化を目的としたもので、特に狭軌鉄道においては1933年のアッペンツェル鉄道BCe4/4 31-34形（後のABe4/4 40-43形）以降に鋼製台枠、鋼製骨組を使用した軽量構造の半鋼製車体で製造されるまでほぼ一貫して採用されていた方式である。台枠は側梁を枕梁間には車体幅より若干狭い間隔で、端梁-枕梁間にはさらにその一段内側に配置し、その間に中梁と横梁を渡し、床下にはL字鋼のトラス棒を配した構造となっている。
- 車体は両運転台式で、カーブでのオーバーハング対策として車体両端の運転室とデッキ部分の側面が左右に比較的大きく絞り込まれた形状であり、窓下および窓枠、車体裾部に型帯が入るほか、窓類は下部左右隅部R無、上部左右隅部がR付きの形態となっている。車体内は後位側から[8]、長さ1435 mmの後位側運転室および乗降デッキ、2900 mmの喫煙3等室[9]、4350 mmの禁煙3等室、1660 mmの2等室[10]、1830 mmの荷物室および機器室とこれに連続する1435 mmの乗降デッキ及び前位側運転室の配置となっている。
- 正面は隅部にR付の平妻形態で、中央の貫通扉の左右に庇付の運転室窓があり、正面下部左右と貫通扉上部に丸形前照灯が配置されるもので、後に正面下部左右に外付式の前照灯2灯が増設されて5灯の配置となっている。また、連結器は台枠取付のピン・リンク式連結器で、後に+GF+式[11]ピン・リンク式自動連結器に変更されている。
- 側面は窓扉配置1D511D1（乗務員室窓-乗降扉-2等室窓-3等室扉-荷物室窓-乗降扉-乗務員室窓）で、荷物室の反対サイドは機器室となっているためこの部分は観音開きの点検扉となっているほか、各窓は下落し式、乗降扉は手動の外開き戸で3段の外付ステップ付で、後に観音開きの外開き戸に変更となっている。また、屋根上は前位側端部にアルミニウム製摺板2本を装備する菱形パンタグラフが1基が、その他の部分には大型の主抵抗器が設置されている。
- 運転室は立って運転する形態の左側運転台式で、初期の間接制御式主制御器の機体などで見られる縦型の円形ハンドル式のマスターコントローラーが設置されている。なお、1920年代頃までのスイスの電車ではマスターコントローラーとブレーキハンドルが運転室の左右に離れて設置される形態が主流であったが、本形式ではブレーキハンドルも運転室左側に設置され、右側には手ブレーキのみが設置されている。
- 2等室はシートピッチ1660 mmで2+1列の3人掛け、3等室はシートピッチ1450 mmで2+2列の4人掛けの固定式クロスシートで、2等室は1ボックスと3等室は各室それぞれ喫煙2ボックスと禁煙3ボックスの配置となっている。1等室の座席はヘッドレスト付きでモケット貼り、2等室のものはヘッドレストの無い木製ニス塗りのベンチシートとなっている。そのほか天井は白、側および妻壁面は木製ニス塗り、室内灯は各ボックスごとに白熱電球を使用した電灯を天井に2基ずつ装備している。
- 車体は上半部をクリーム色、下半部を濃緑色として下半部に黄色の細帯で縁取りが入るもので、側面下部中央に"ST.GALLEN - GAIS - APPENZELL"の、各客室窓下部に客室等級のローマ数字の飾り文字が入り、各室客室等級表記の下部に定員の表記が、右側車体端下部に形式名と機番の表記が入ったっものとなっており、車体正面は正面貫通扉下部に機番が入れられている。また、車体台枠、床下機器と台車は黒、屋根および屋根上機器はグレーである。
- その後車体下半分の縁取りがなくなり、側面下部中央の社名表記が略称の”SGA"に、客室等級表記がローマ字から数字に変更されており、形式名および機番も側面左側車体裾部に移動している。なお、1989年のザンクト・ガレン-ガイス-アッペンツェル電気鉄道のアッペンツェル鉄道への統合以後も本形式は廃車まで社名表記も含め旧塗装のままであった。

### 走行機器
- 制御方式は抵抗制御式で間接制御となっており、主制御器は荷物室内の機器室内に装備されている。この主制御器では、2基の直流直巻整流子電動機の電機子を直列に接続し、2基分の界磁を直列もしくは並列に接続して電機子および主抵抗器と直列に接続する方式で制御しており、1時間定格は動輪周上出力419 kW、牽引力84.3 kNで速度は17.8 km/h、連続定格は動輪周上出力316 kW、牽引力56.8 kNで速度は19.9 km/hとなっているほか、最高速度はラック区間30 km/h、粘着区間40 km/hとなっている。
- 台車は最小曲線半径30 mに対応した軸距1850 mm、動輪径678 mm、ピニオン径573 mmの鋼板および鋼材をリベット組立した板台枠式台車で、枕ばねは重ね板ばね、軸ばねはコイルばねと重ね板ばねで軸箱支持方式はペデスタル式とし、各軸に砂撒き装置と台車片側1箇所ずつに砂箱を、車体端側下部には大型の排障器を設置している。
- 駆動装置は、台車の短軸距化と転向性能の向上を図るため、自己通風式の主電動機を台車横の車体床下にレール方向に装荷し、そこからカルダン軸を経由して台車内の各車軸の歯車箱へ動力を伝達する車体装架カルダン駆動方式となっている。主電動機出力軸には非常ブレーキ用のブレーキドラムが設置され、同じく床下に装荷された滑り継手付の歯車箱で1段減速された後、カルダン軸を経由して台車内側の車軸に装荷された歯車箱を経由し、同じくカルダン軸を経由して台車外側の車軸に装荷された歯車箱まで動力伝達される。各車軸の歯車箱では傘歯車で回転方向を変換した後、1段減速で動輪と、各軸に滑合されたラック式区間用のピニオンをそれぞれ駆動する方式となっており、減速比はピニオンが5.76、粘着動輪が4.6となっている。なお、台車内の2基の歯車箱はリンクで接続されているほか、基礎ブレーキ装置は各粘着動輪に両抱き式の踏面ブレーキを装備していた。
- ブレーキ装置は主制御器による電気ブレーキとして発電ブレーキ機能を装備するほか、ウエスティングハウス式の自動空気ブレーキと踏面ブレーキおよびドラムブレーキに作用する2系統の手ブレーキを装備している。
- このほか補機として電動空気圧縮機と空気タンク、照明等用の蓄電池および充電装置などを床下を搭載している。

### 主要諸元
- 軌間：1000 mm
- 電気方式：DC 1500 V 架空線式
- 最大寸法：全長14750 mm（連結器交換後14950 mm）、車体長13950 mm、全幅2750 mm、車体幅2500 mm、全高4000 mm
- 軸配置：Bozz'Bozz'
- 軸距：1850 mm
- 台車中心間距離：8300 mm
- 車輪径：678 mm
- ピニオン径：573 mm
- 自重：39.4 t（運転整備重量）、45 t（積車重量）
- 定員：1等6名、2等39名、折畳席1名、立席15名
- 荷室面積：1.5 m2
- 荷重：0.5 t
- 走行装置
  - 主制御装置：抵抗制御
  - 主電動機：直流直巻整流子電動機×2台（1時間定格出力220 kW、電圧750 V、回転数760 rpm）
  - 減速比：5.76（ラック式駆動装置）、4.6（粘着式駆動装置）
  - 出力：419 kW（1時間定格、17.8 km/hにおいて）、316 kW（連続定格、19.9 km/hにおいて）
  - 牽引力：84.3 kN（1時間定格、17.8 km/hにおいて）、56.8 kN（連続定格、19.9 km/hにおいて）、123 kN（最大）
- 最高速度：30 km/h（ラック区間）、40 km/h（粘着区間）
- ブレーキ装置：空気ブレーキ、手ブレーキ、発電ブレーキ

## 運行・廃車

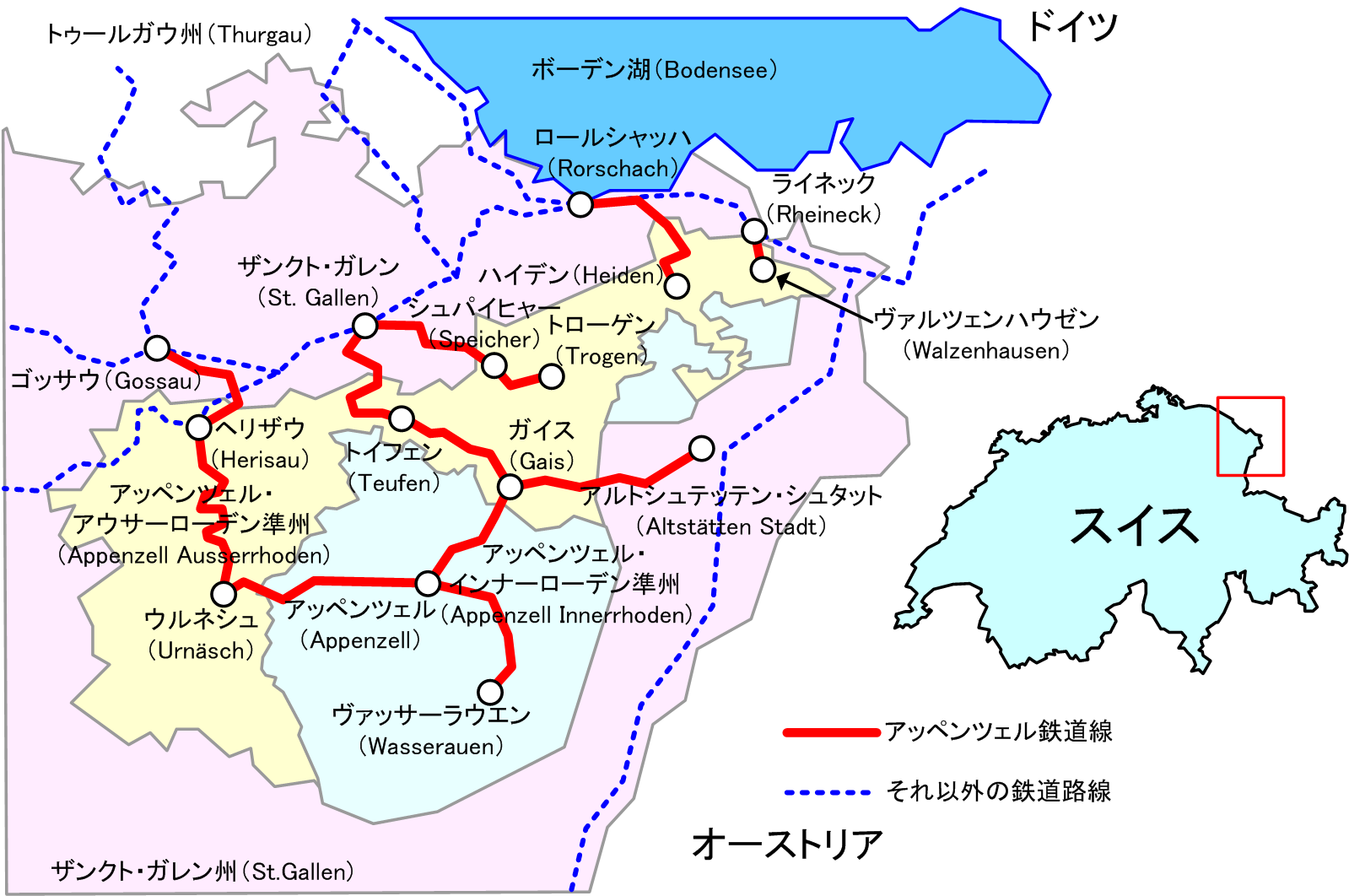
2006年以降のアッペンツェル鉄道の路線図、本形式はザンクト・ガレン - トイフェン - ガイス - アッペンツェル間で運行されていた

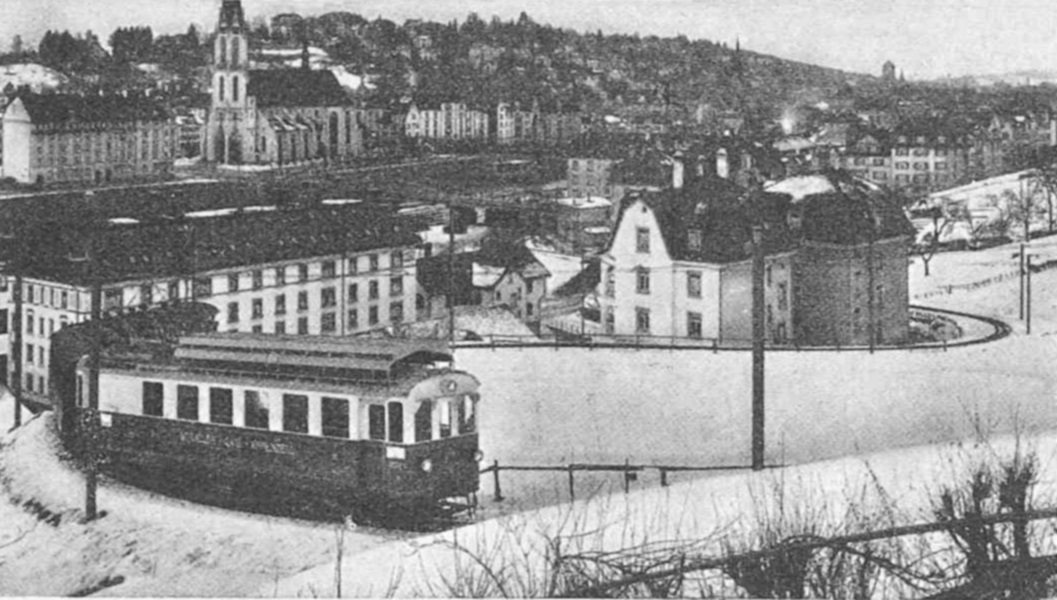
ザンクト・ガレンを出発してラック区間を登る列車、1932年

- 本形式が使用されるアッペンツェル鉄道のザンクト・ガレン - アッペンツェル間は、スイス東部の中心都市であるザンクト・ガレン州のザンクト・ガレンからアッペンツェル・アウサーローデン準州のガイスを経由してアッペンツェル・インナーローデン準州のアッペンツェルに至る20.06 km、最急勾配100パーミル、標高669.3 - 928.2 mの路線であり、ザンクト・ガレンで2006年にアッペンツェル鉄道に統合された旧トローゲン鉄道[12]のトローゲン方面とスイス国鉄、スイス南東鉄道[13]に、途中のガイスで旧アルトシュテッテン-ガイス鉄道のアルトシュテッテン方面に、アッペンツェルで1947年にアッペンツェル鉄道に統合された旧アッペンツェル-ヴァイスバート-ヴァッサーラウエン鉄道[14]のヴァッサーラウエン方面と、アッペンツェル鉄道のヘリザウ方面へ接続する。
- この路線はもともとは途中7箇所4.9 kmにリッゲンバッハ式の亜種であるリッゲンバッハ-クローゼ式[15]のラック式区間が敷設されていたが、1983年までに路線改良が行われて6箇所のラック区間は迂回路を設ける、もしくは69パーミル以下の区間はラックレールを撤去して粘着式とするなどして廃止され、ザンクト・ガレン付近に残る1箇所についても線形の改良がなされ、最急勾配が92パーミルから100パーミルに、距離が978 mから946 mに変更され、この区間のラックレールはシュトループ式との併用となっているほか、トイフェナー通りの区間が併用軌道のラック区間となっている。
- 本形式は1931年のザンクト・ガレン - アッペンツェル間の直流1500 Vと同時に運行を開始しており、客車列車や貨物列車の牽引に使用されており、1953年のABDeh4/4 6-8形の増備後も同形式と共に使用されていたが、同形式が旧アルトシュテッテン-ガイス鉄道線でも運行されていたのに対し、本形式は旧ザンクト・ガレン-ガイス-アッペンツェル電気鉄道線でのみ運行されていた。その後1981年に本形式の代替としてBDeh4/4 11-17形の11-15号機が導入されると基本的に旅客列車の運用から外れているが、1990年6月1日からはガイス - アッペンツェル間でロールボックに積載した標準軌の貨車による貨物列車も牽引している[16]。この際にはロールボックと本形式間を連結棒で連結するか、本形式とロールボック積載の標準軌貨車の間に、本形式用の+GF+式および、ロールボックに積載した標準軌貨車の連結器の高さに合わせた標準軌用ねじ式連結器の双方の連結器を備える控え車を連結していた。
- ABDeh4/4 1号機は1994年に事業用車に種別変更されて形式、機番もXeh4/4 91号機に変更されて工事列車の牽引などに使用されていた。なお、外観等には変更はなく機番の身を変更した状態で運行されている。
- なお、各機体の廃車年は以下のとおりであり、廃車の早い3号機はアッペンツェル鉄道へ引き継がれずに廃車となっているほか、5号機は歴史的車両として旧塗装となるとともに修復工事を受けて動態保存され、同様に動態保存されている客車と共に運行されている。また、Xeh4/4 91号機となっていた旧ABeh4/4 1号機は廃車後に、ジュラ鉄道[17]の路線を利用して動態保存車両を運行している保存鉄道のラ・トラクション[18]に譲渡されて修復待ちの状態となっている。各機体の廃車年は以下の通り。
  - 1（91） - 1990年 - 保存鉄道のラ・トラクションへ譲渡
  - 2 - 1992年
  - 3 - 1981年運行停止、1987年廃車
  - 4 - 1996年
  - 5 - 歴史的車両として動態保存